# IC 5192
IC 5192 је спирална галаксија у сазвјежђу Гуштер која се налази на листи објеката дубоког неба у Индекс каталогу.
Деклинација објекта је + 37° 16' 15" а ректасцензија 22h 15m 14,1s. Привидна величина (магнитуда) објекта IC 5192 износи 15,2 а фотографска магнитуда 16,0. IC 5192 је још познат и под ознакама MCG 6-48-22, PGC 68407.